# Cornel West
Cornel Ronald West (Tulsa, 2 giugno 1953) è un filosofo, attivista, politico e intellettuale statunitense.

## Biografia
I suoi scritti si concentrano sul ruolo del razzismo, del genere e delle categorie sociali nella società statunitense. Socialista, trae le sue filosofie ideologiche da molteplici correnti di pensiero tra cui il cristianesimo, la Chiesa afroamericana, il marxismo, il neopragmatismo e il trascendentalismo. Tra i suoi libri più noti ci sono Race Matters (1993) e Democracy Matters (2004).
Durante la sua carriera accademica ha ricoperto vari incarichi e ruoli presso l'Università Harvard, l'Università Yale, l'Union Theological Seminary, l'Università di Princeton, il Dartmouth College, l'Università Pepperdine e l'Università di Parigi.
Nel 2020 è stato elencato dalla rivista Prospect come il quarto più grande pensatore dell'era COVID-19. L'8 luglio 2023 ha annunciato che si presenterà alle successive elezioni presidenziali presidenziali degli USA con il Green Party, per poi fuoriuscirne e candidarsi da indipendente.

## Pubblicazioni e opere
- Prophetic Thought in Postmodern Times (1993)
- Race Matters (1993)
- Democracy Matters (2004)

## Riconoscimenti
- American Book Awards 1993 per Prophetic Thought in Postmodern Times[10][11]